# Hreșceatîk, Romnî
Hreșceatîk (în ucraineană Хрещатик) este un sat în comuna Volodîmîrivka din raionul Romnî, regiunea Sumî, Ucraina.

## Demografie
Componența lingvistică a localității Hreșceatîk
     Ucraineană (98,26%)
     Rusă (1,74%)
Conform recensământului din 2001, majoritatea populației localității Hreșceatîk era vorbitoare de ucraineană (98,26%), existând în minoritate și vorbitori de rusă (1,74%).